# Андрюхин, Игорь Анатольевич
Андрюхин Игорь Алексеевич (род. 21 февраля 1964 года, УССР) — российский художник, скульптор, художник по металлу, кузнец, график, реставратор.

## Ранние годы и образование
Родился в городе Харьков Украинской ССР.
1979 год — начало выставочной деятельности.
С 1979 по 1983 год учился в Харьковском государственном художественном училище.
С 1986 по 1993 год учился в Санкт-Петербургской художественно-промышленной академии им. барона А. Л. Штиглица на отделение «Художественная обработка металла» у педагога Владимира Михайловича Путимцева. Защитил дипломную работу «Кованное убранство Ленинградского высшего художественно-промышленного училища имени В. И. Мухиной», получил отличную оценку ГЭК.
Разработал собственную программу обучения (тема «Композиция»), вёл курс в Санкт-Петербургской художественно-промышленной академии им. барона А. Л. Штиглица до 2000 года.
В 1994 году вступил в Союз Художников России.
С 1998 года состоит в творческом объединении «Деревня Художников».
В 2000 году основал собственную мастерскую в Санкт-Петербурге, по адресу набережная реки Фонтанки, 170.
С 2020 года мастерская находится по адресу — Санкт-Петербург, переулок Кольцова, 64.

## Творчество

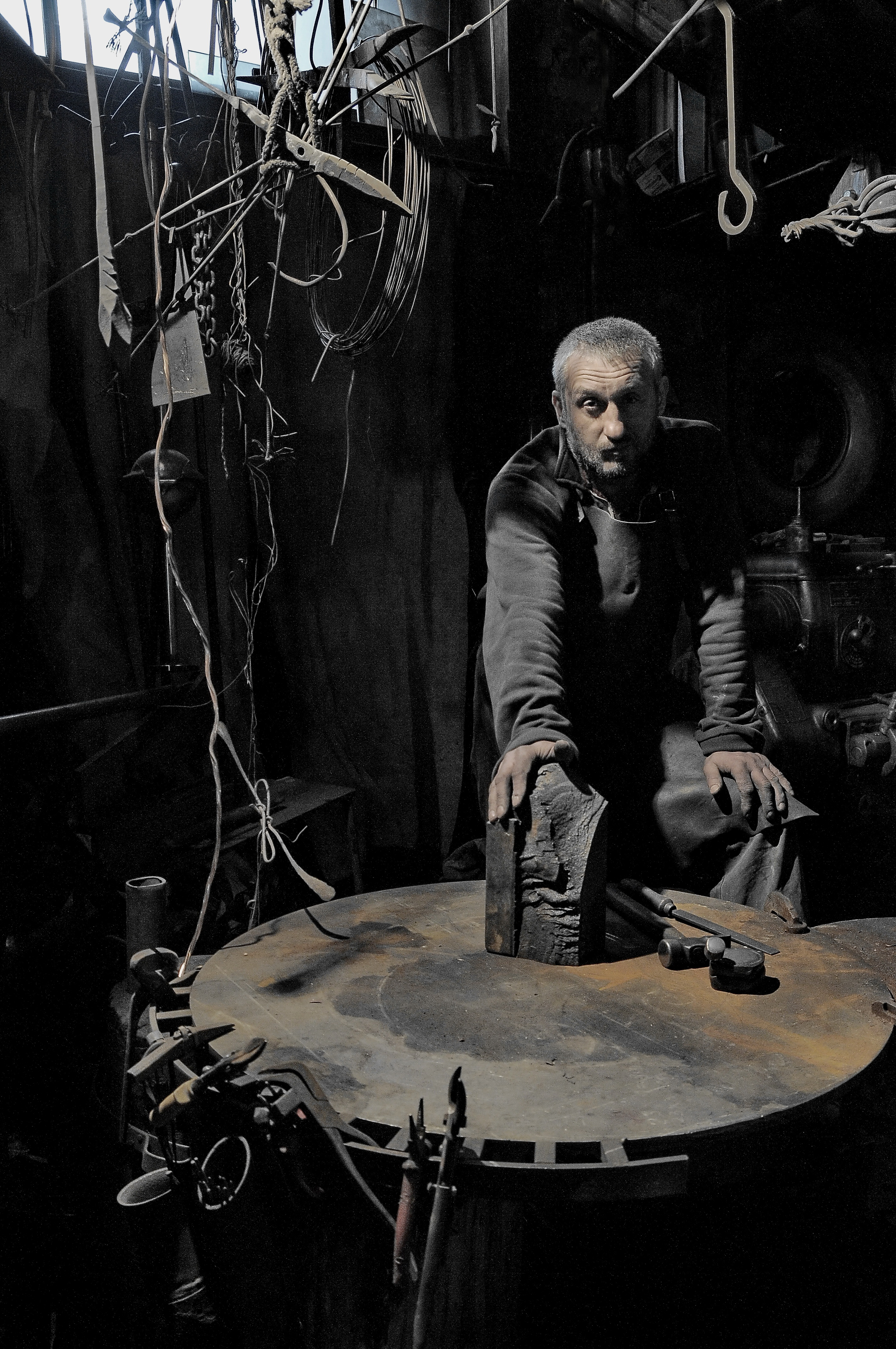
Андрюхин И.А. в своей мастерской. 2009 г.

Игорь Андрюхин работает в направлениях: архитектурный металл, малые архитектурные формы, скульптура, рельеф, мелкая пластика, предметы ювелирного искусства, реставрационные проекты, металл для интерьера, монументальные памятные композиции.
Мастер кованного металла, тонко чувствующий его природу. Экспериментирует с разными материалами: сталь, медь, латунь, титан, камень, гранит, стекло, мрамор, янтарь.
Основными чертами авторского метода являются пиетет перед материалом, раскрытие его природной красоты и максимальных возможностей с помощью различных техник обработки и деформаций материала. А возможность свободного применения творческого опыта и безграничной фантазии, основанной на профессионализме высочайшего уровня, позволяет создавать работы от миниатюрных скульптур до монументальных памятников.
Интересной формальной задачей видит поиск и разработку (наряду с классическими приемами) новых способов соединения металла, не применявшихся ранее. Для этого пристально изучает и осваивает опыт других культурных традиций архитектурного металла европейских стран, в частности, Чехии, Великобритании.
«Кованую пластику невозможно повторить, если в ней присутствуют фактуры, полученные путем естественной деформации. Именно такие фактуры восхищают новичков и вызывают любопытство у зрителей. Но для меня они не являются самоцелью. Я ставил себе задачу заставить их работать в моих интересах. Могу признаться, что прекрасная фактура, возникшая „вдруг“, могла служить причиной остановки и изменения проекта, явиться точкой отсчета для следующей работы. Я пытался разгадать, как получилась та или иная фактура. Для этого необходимо было делать пробники в материале.
Изготавливая серию деталей, все равно не получается достичь абсолютно одинаковой формы изделий, но в этом и есть прелесть ручной работы. Каждая форма неповторима, она излучает теплоту рук автора, „записывает“ его состояние души и настроение на безмолвной фактуре изделия». (Игорь Андрюхин).

### Узел Андрюхина
«Моя художественная деятельность в направлении развития возможностей металла исходит из того, что я ставил под сомнение общепризнанные приемы ковки. Я ищу новые пластические возможности материала. Задачей было найти эстетику в самой металлоконструкции» (Игорь Андрюхин).
Узел несет в себе, как эстетическую, так и конструктивную функцию. По концепции Виктора Шеломея в ковке есть два главных принципа — окончания и соединения. По этим принципам можно определить уровень мастерства.

## Скульптура
С 1990-х годов разрабатывает тему «Анималистической скульптуры». Его интересуют образы быков, бродячих собак, формы птиц, пластика фантастических животных. Мастер показывает не внешнюю красоту и грацию животного, а наоборот, подчеркивает характерность, выразительность, непохожесть своих героев. Он заставляет нас, зрителей, полюбить изъяны, любоваться натурой, её несовершенными совершенствами.
2000—2010 годы разрабатывает тему «Формальной» или «Символической» скульптуры. К этому направлению относится ряд абстрактных скульптур: «Символы плодородия», «Жернова». В них проявился интерес Игоря Андрюхина к дохристианским верованиям славянских народов, к многозначности символики плодородия и желание дать новое звучание этому знаку. Объекты выполнены из железа, чья волокнистая структура лучше всего подходила для данного замысла. В этом материале автор увидел теплоту, энергию и благородный спектр цветов его поверхности. А его пластические возможности раскрываются, в полной мере, при работе с объёмами, формами и масштабами.
С 2007 года разрабатывает тему «Растения», где перед художником стоит сложная задача: не повторить натуру, а показать своё видение природы. От работ студенческого периода «Кукуруза», «Ветви», до «Подсолнуха» (2010—2012 гг.), серии «Райский сад» (2010—2012 гг.) и «Осень» 2015 года. Как можно увидеть из названий, работы реалистичны, но автор избегает, даже противостоит вульгарному реализму. Наоборот, обобщение, новые приемы деформаций материала раскрывают перед зрителем монументальные образы цветов, стеблей, листьев. Узнаваемые, но не натуралистичные.
С 2007 года разрабатывает тему «Насекомые». В этих работах художник "отыгрывается именно на стали, освободившись от архитектурных требований предела точности сечений, задач стилистики и жесткости по конструкции, которые приходится учитывать при работе с частными заказами.
Все объекты этой серии мономатериальны. Они состыкованы из разнообразных объёмов, членений, проникновений гладких и плавных линий в грубые и резкие стыки, что позволило показать силу деформации сечений, извлечь из такой необычной темы максимум неординарных художественных решений. «Насекомые» объединяют в себе скульптуру из металла, которая изучает пластические возможности того или иного приема, порой достигая кульминации, сочетает крайности, представляет возможности комбинаций. Такого рода кованую пластику невозможно повторить, так как металл после деформации приобретает особую фактуру.
Во многих скульптурах есть подвижные детали, которые придают этим объектам динамику и иллюзию жизни. В этой серии мастеру интересна игра с объёмами. Он исследовал предел объёма, поэтому есть стрекозы с размахом крыльев от 10 см до 2,5 метров. В больших работах автор специально оставил фактуру разрезов металла абразивным кругом, чтобы наглядно продемонстрировать массив и серьёзный вес. Такая «трепанация» подчеркивает разницу фактур горячей и холодной формации. Чем больше разница сечений — тем больше (выше) контраст и ярче впечатление. Свое восхищение этим эффектом Игорь Андрюхин и хотел передать зрителю.

### «Проект Тысячелетия»
1998—2001 годах выиграл конкурс на создание памятника в международном «Проекте Тысячелетия», посвященный памяти выдающегося английского металлурга Генри Корта. Проходил в родном городе Генри Корта Фэреме, Великобритания. По приглашению Криса Топа (Chris Topp) — куратора и организатора, в проекте от России участвовали также Эдуард Фокин и Владимир Сохоневич. Несколько лет они работали в мастерских Великобритании.
Создана композиция «Рог изобилия». Это первая кованная монументальная скульптура в творчестве Игоря Андрюхина: высота 6,5 метров, диаметр — 4,5 м. И первый опыт работы с металлом wrought iron, при соблюдении всех тонкостей технологий XVIII века, открытыми Генри Кортом. Использовался каркасный метод, который обеспечил визуальную лёгкость формы, упругость и жесткость верхней части конструкции. Разные пластические узлы при скреплении между собой напоминают и плоды, обозначая тем самым тему изобилия. В основании использовались камни, привезённые автором из Йоркшира, из устья реки, которая впадает в море. В этом месте были обнаружены первые металлические орудия труда древних обитателей территории современной Великобритании. Символически это сработало на поставленную задачу, вывело идею и концепцию на новый смысловой уровень.
В соавторстве с Эдуардом Фокиным также была создана скульптура «Цветок». Обе работы были установлены в городе Фэрем на улице West street fareham, где и находятся до сих пор вместе со всеми работами участников «Проекта Тысячелетия».
Авторский эскиз «Рога изобилия» по решению организационной комиссии Henry Cort Millenium Project был преподнесен в дар британской королевской семье и хранится в их коллекции.

## Галерея работ

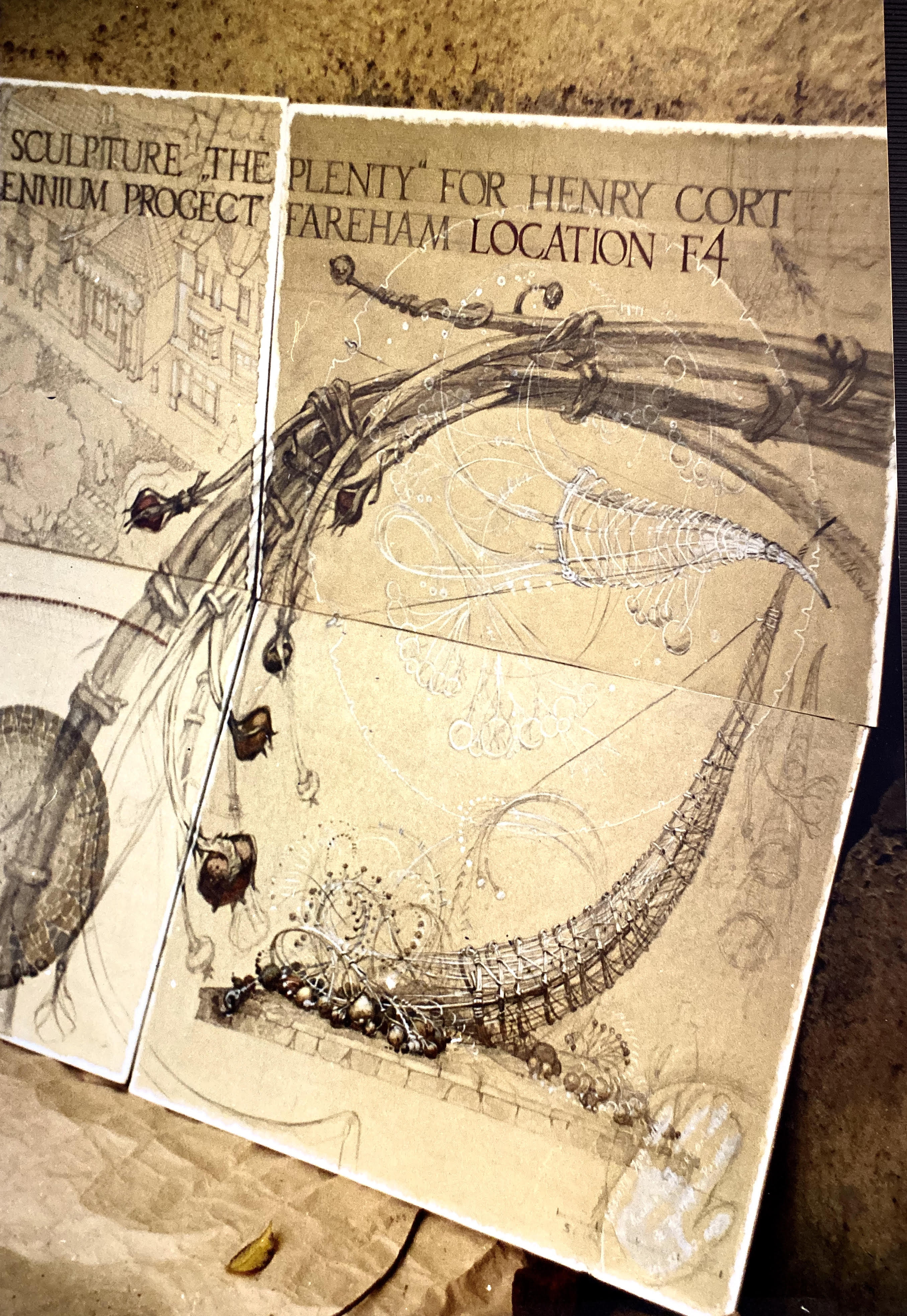
Скульптура "Рог изобилия". Эскиз
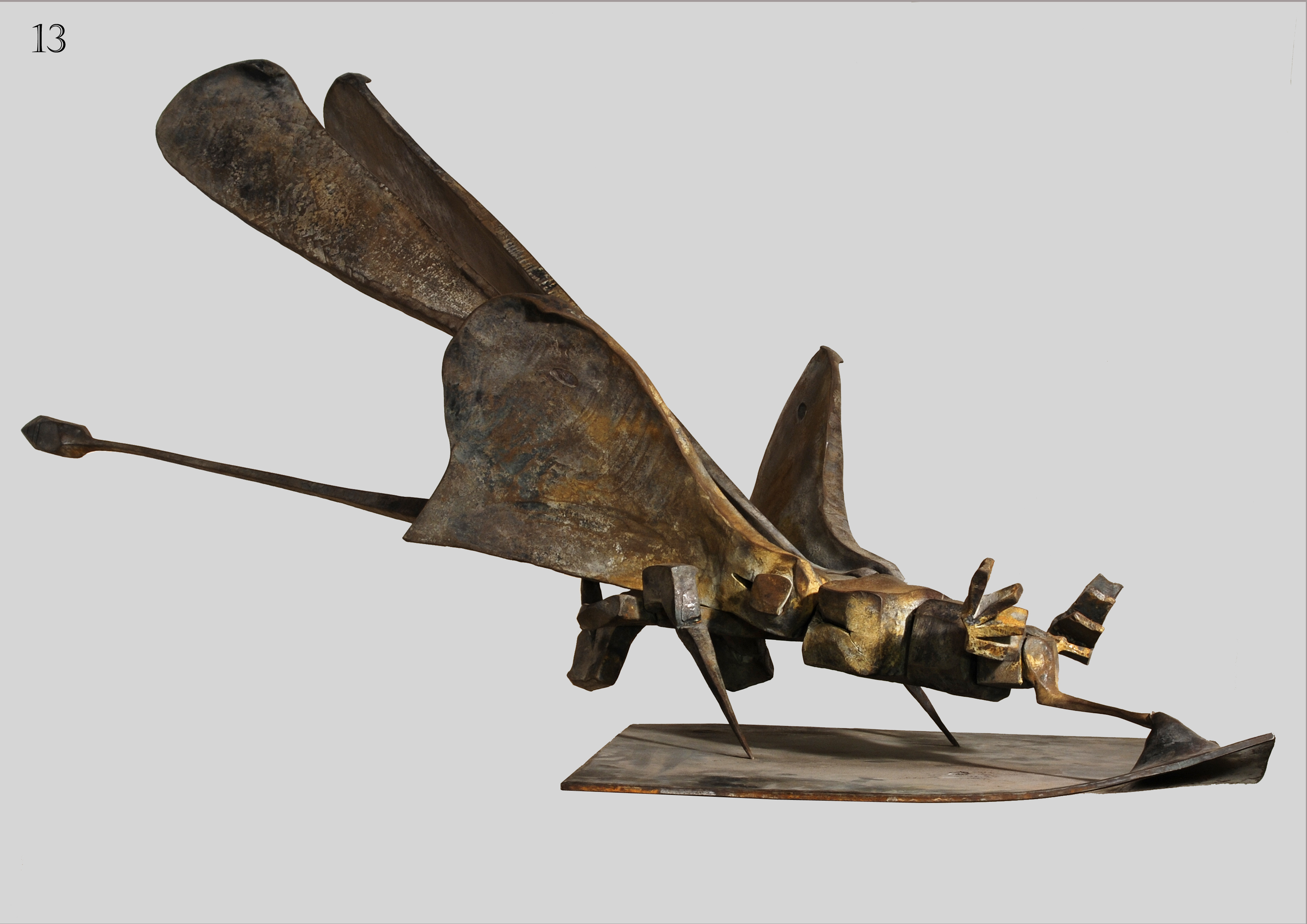
Скульптура "Жажда". Серия "Насекомые".
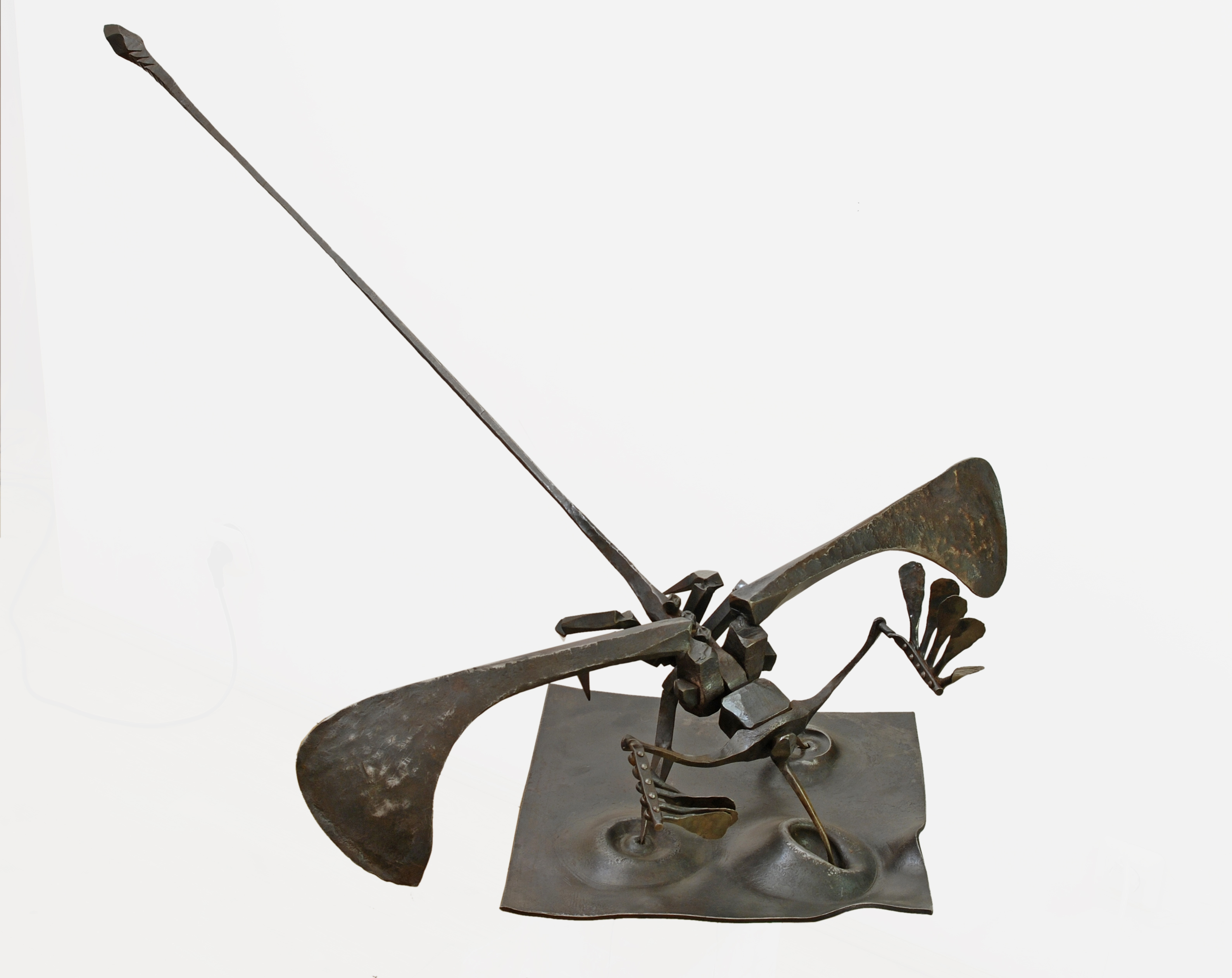
Скульптура "Водомерка". Вид сверху. Серия "Насекомые".
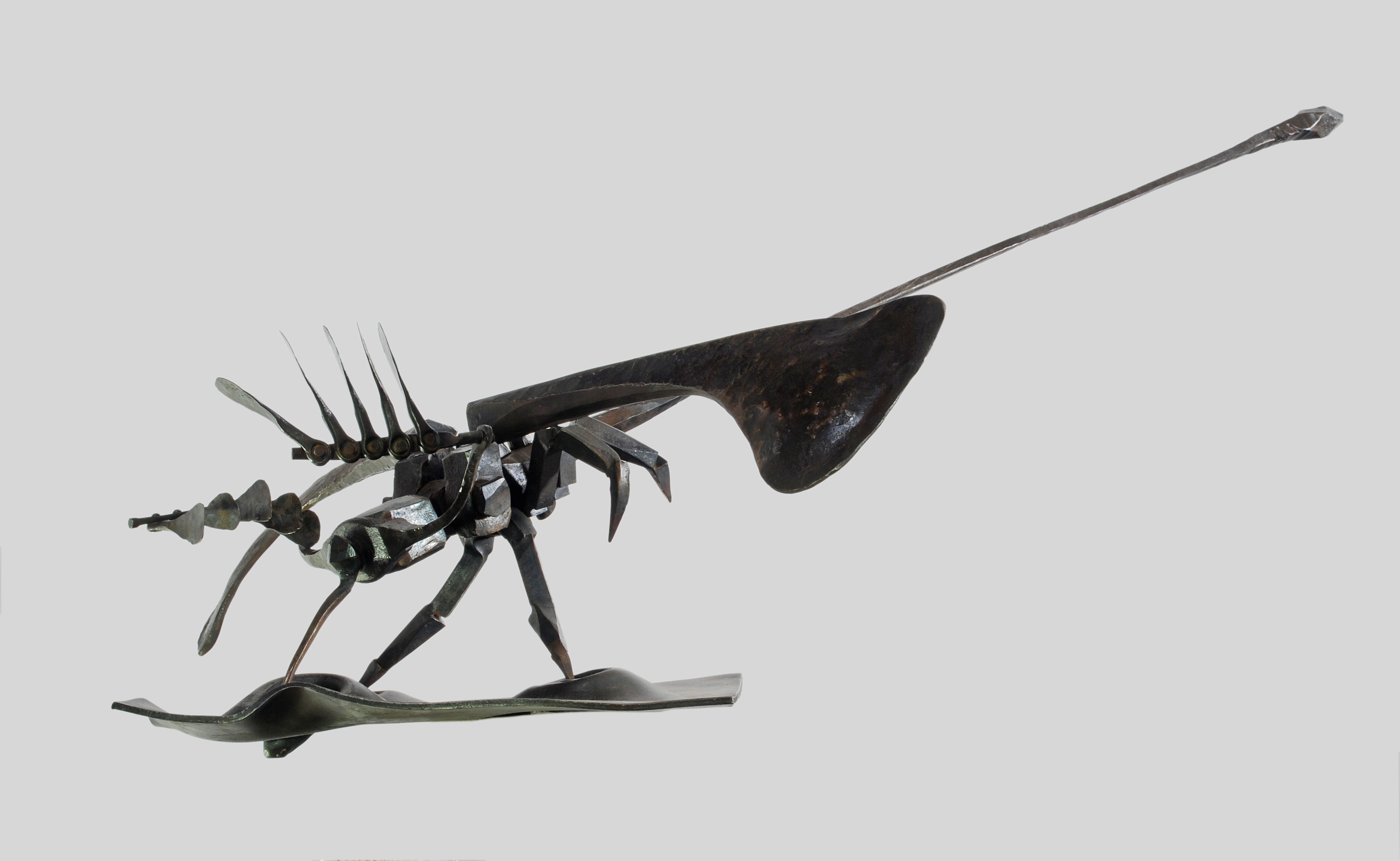
Скульптура "Водомерка". Серия "Насекомые".
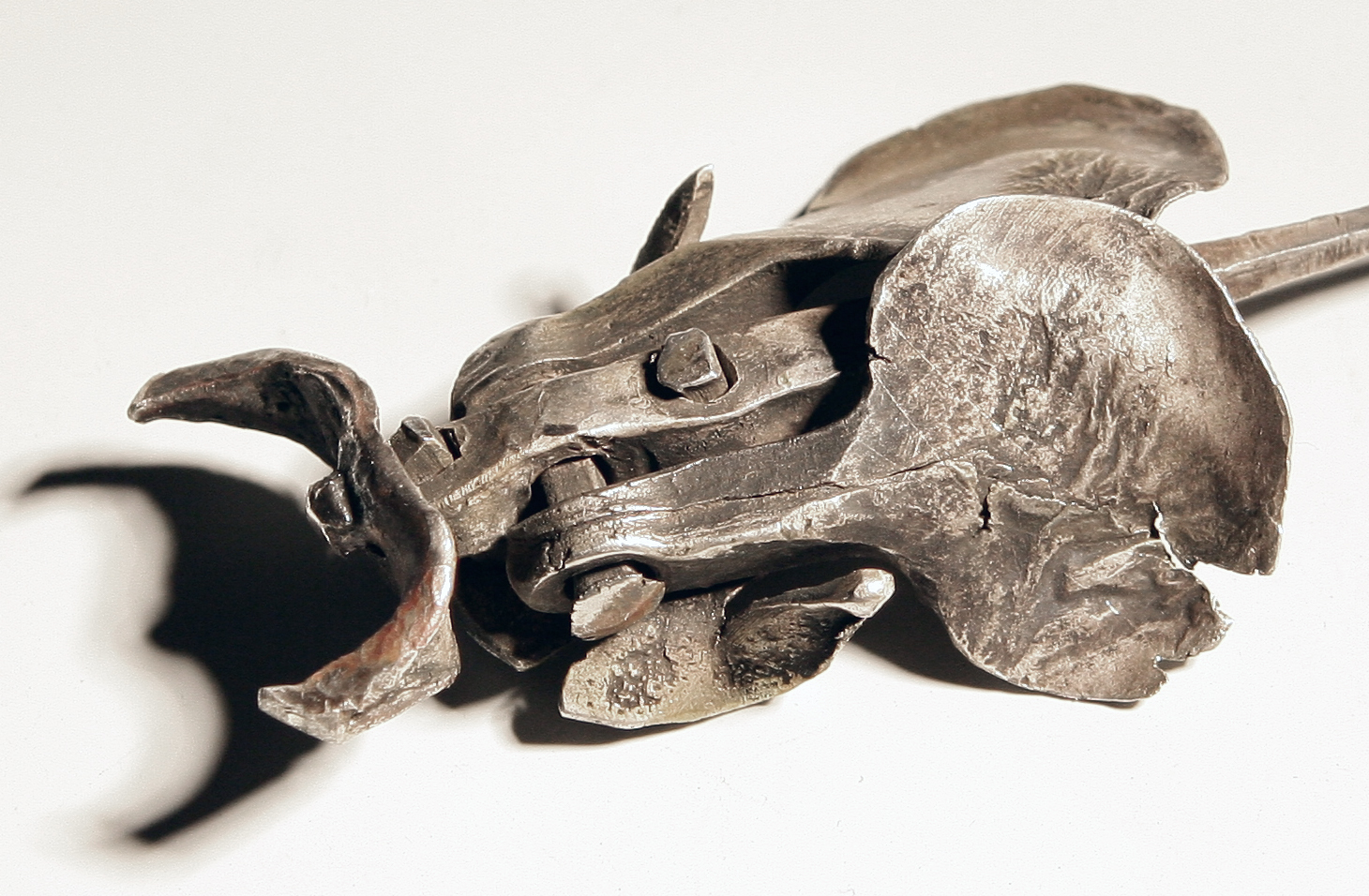
Скульптура из серии "Насекомые".
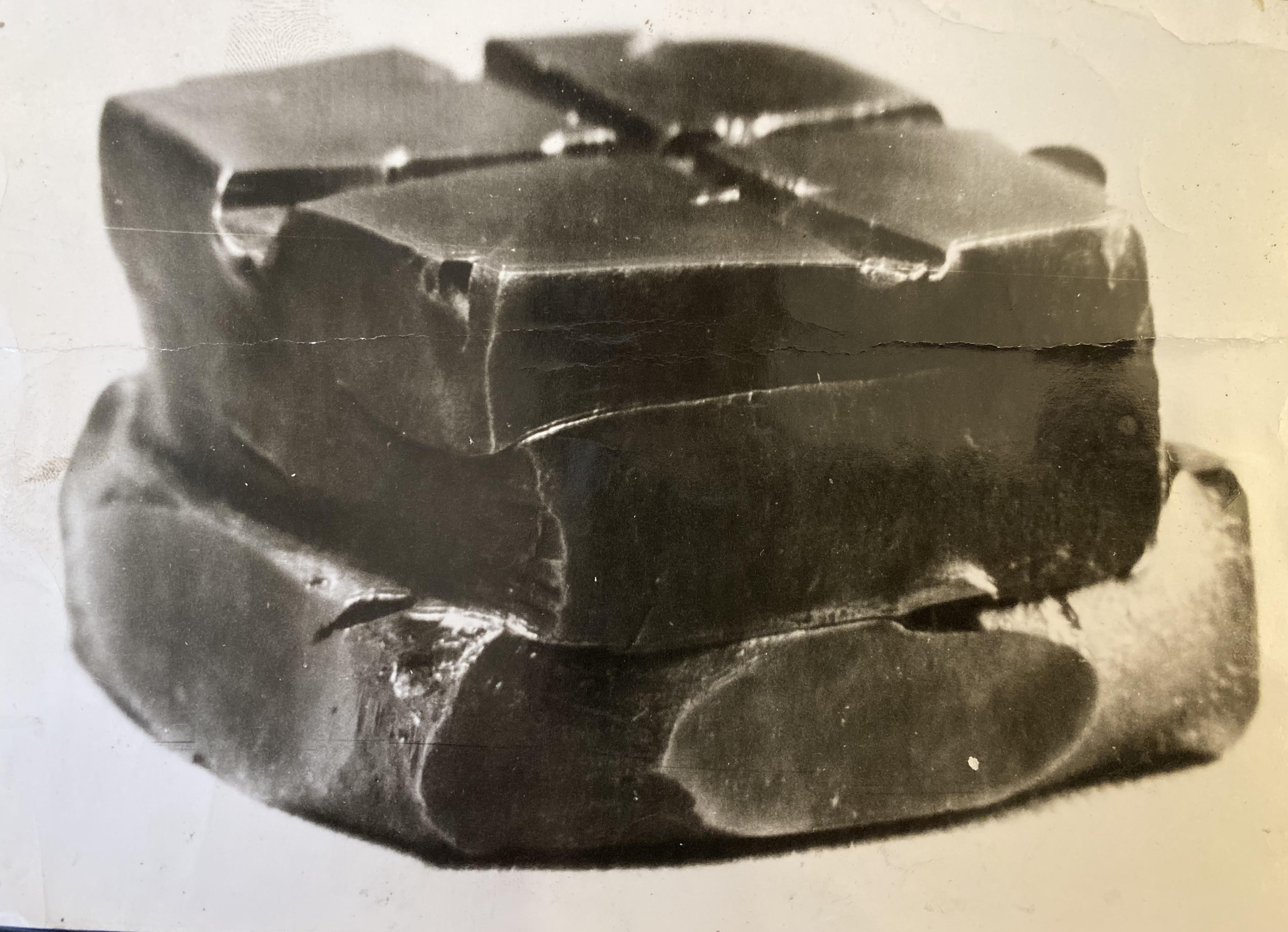
"Шкатулка". Формальная скульптура
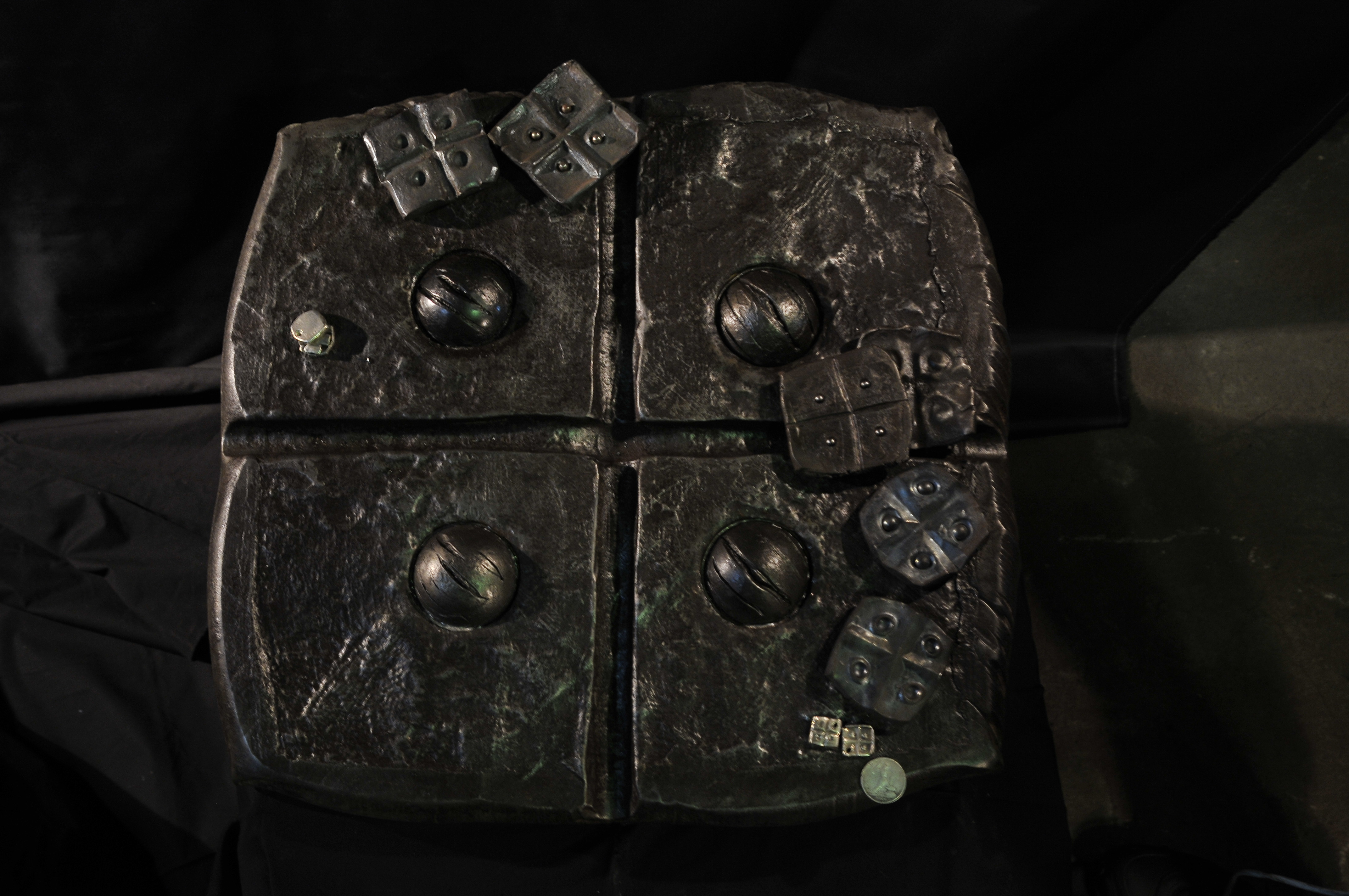
Скульптура из серии "Символы плодородия"
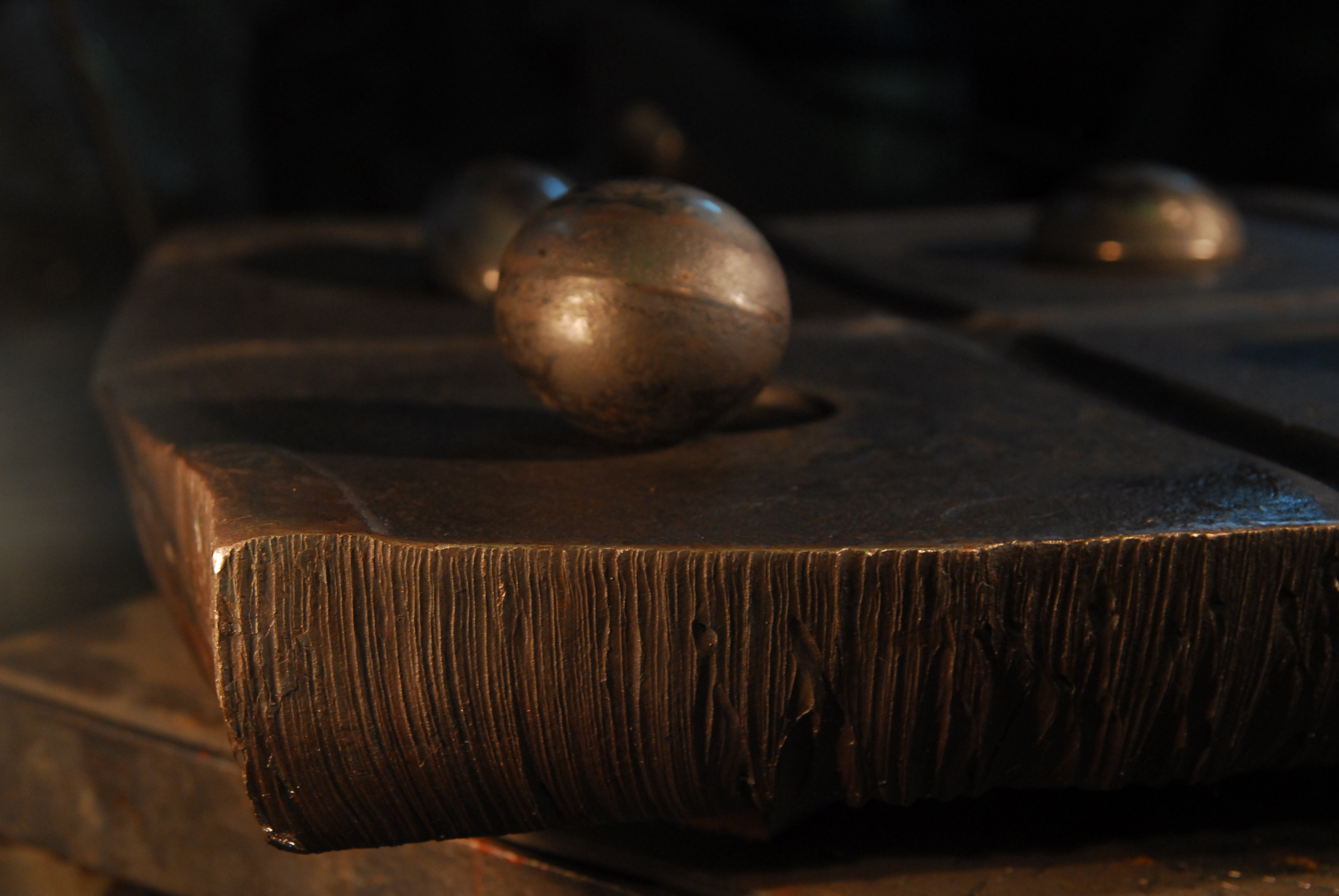
Скульптура из серии "Символы плодородия". Деталь.
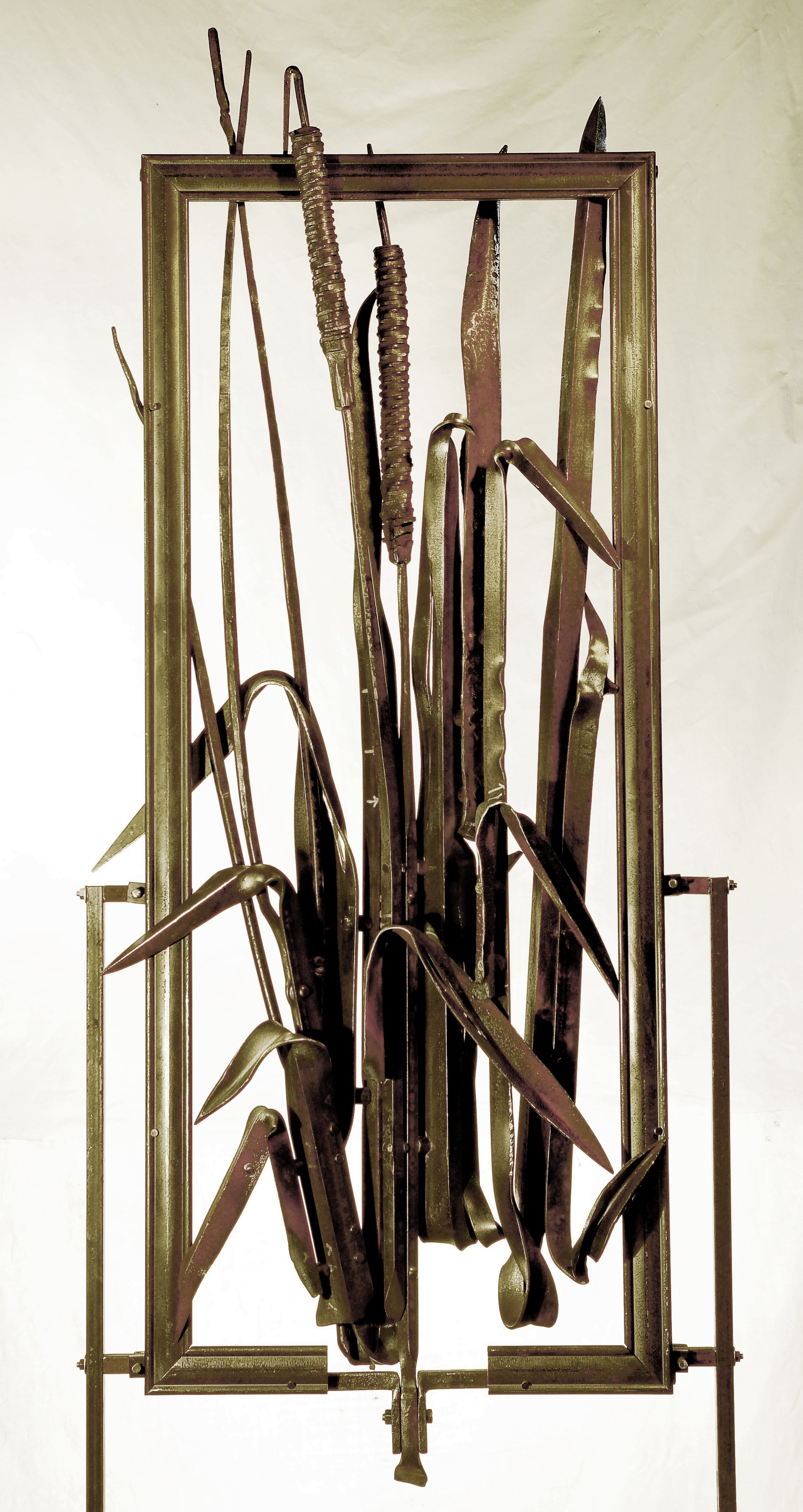
Декоративное панно "Кукуруза"
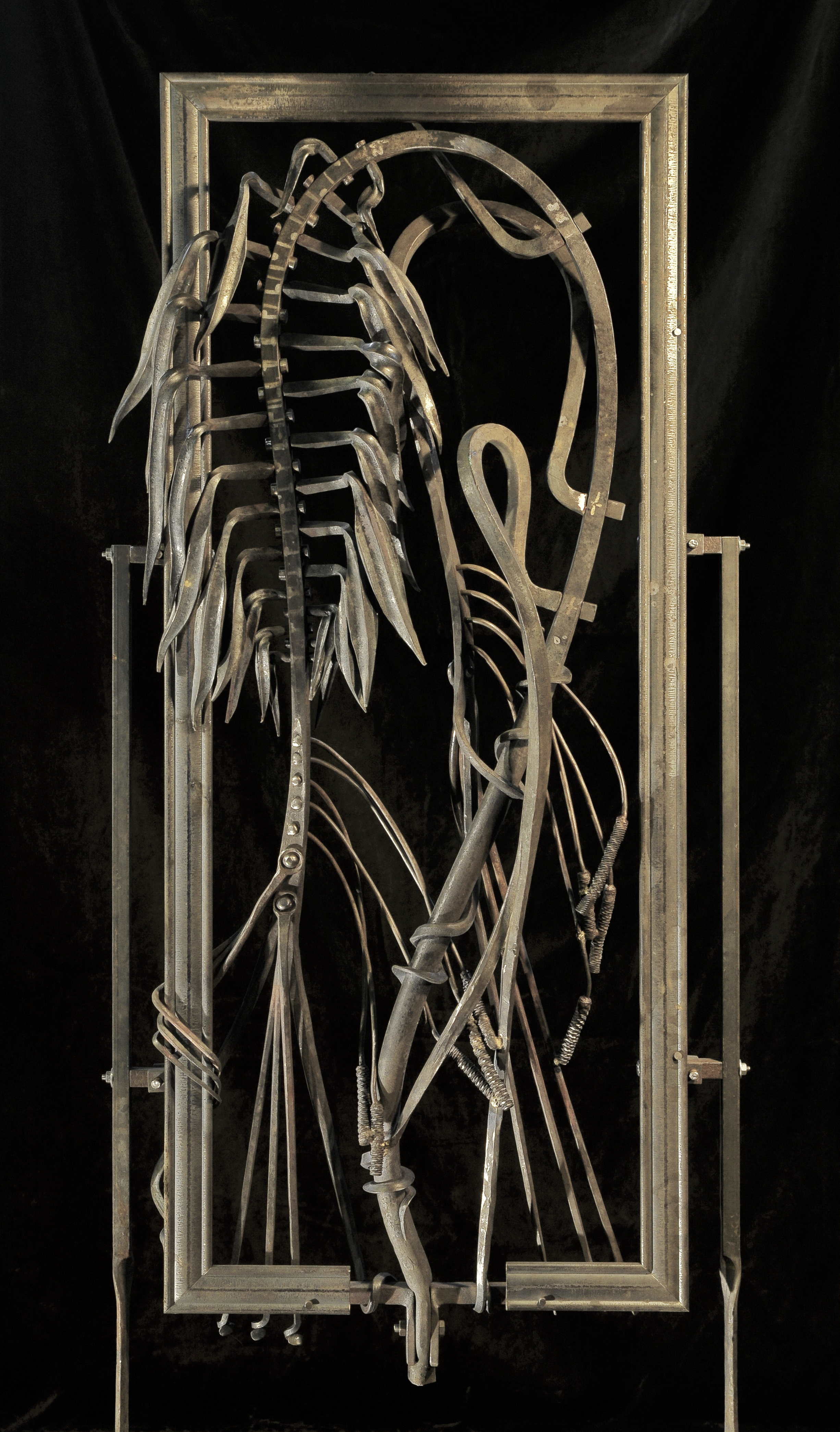
Декоративное панно "Ива"
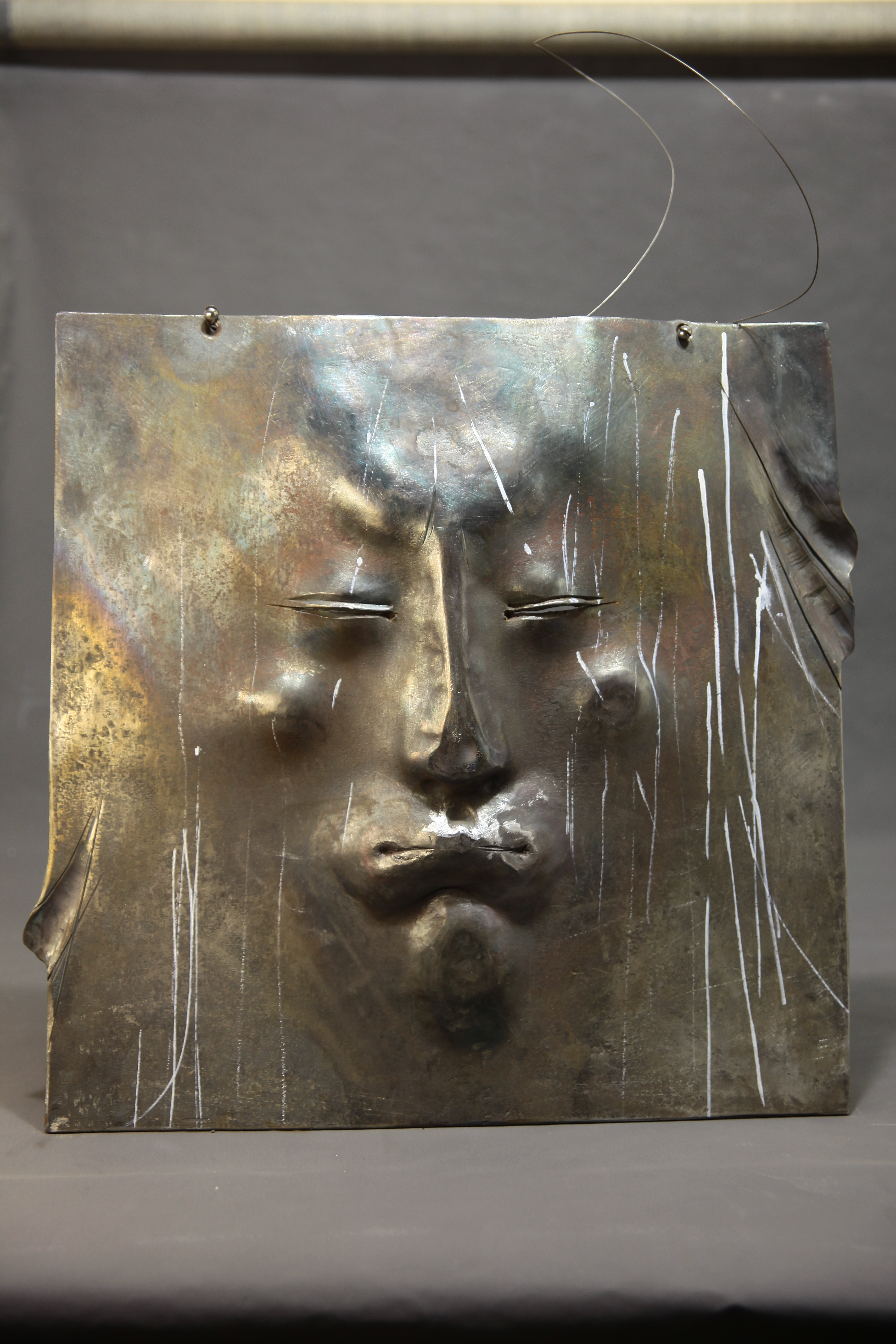
"Маска шамана" из серии "Лики Востока"

## Избранные работы и проекты реставрации

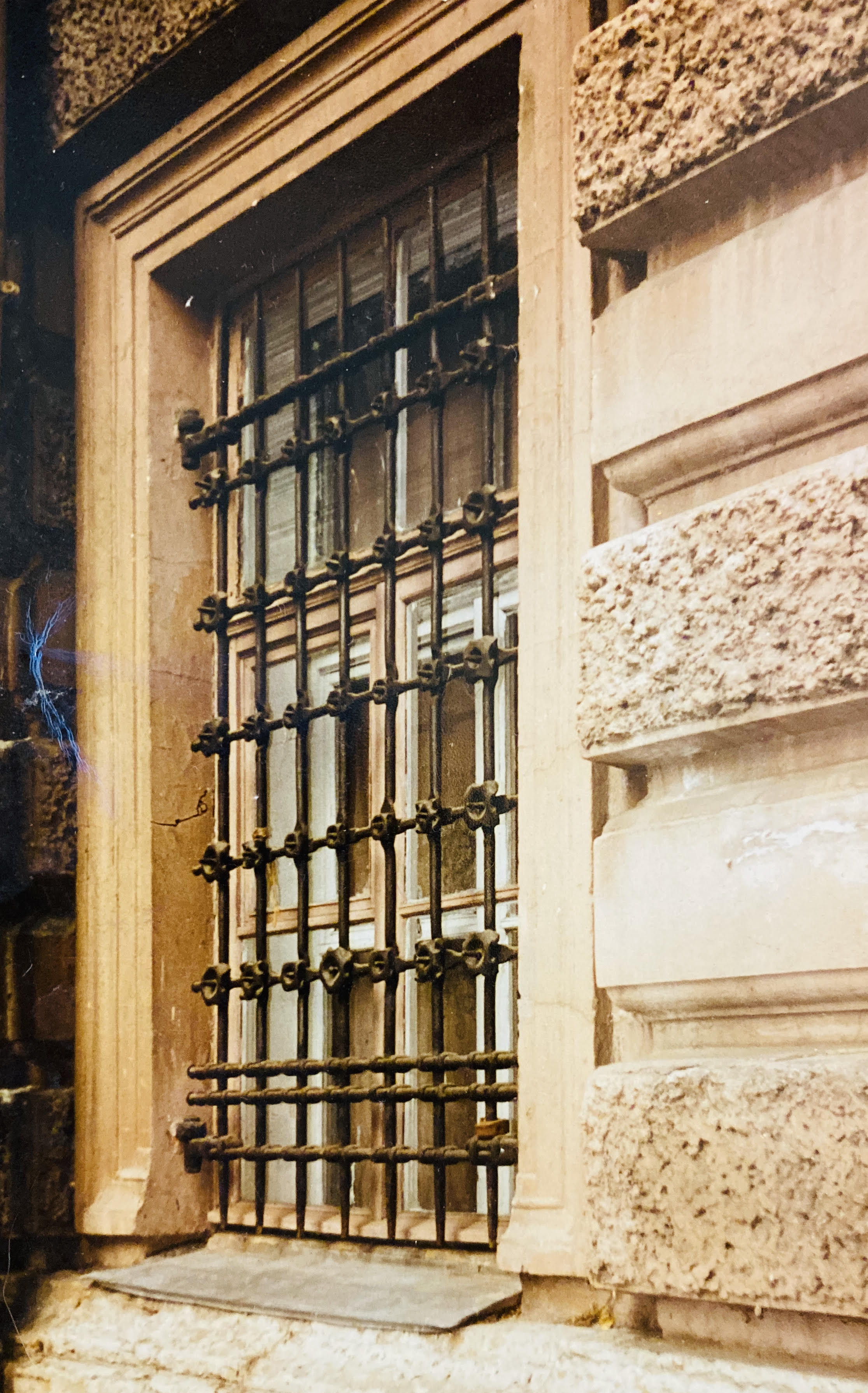
Решетка окна на здании Академии им. Штиглица

- Решетка окна на здании Академии им. Штиглица1993 год — разработка и создание архитектурного металла Ленинградского высшего художественно-промышленного училища имени В. И. Мухиной (козырёк над главным входом в основное здание академии, оконная решётка музея). Санкт-Петербург, Россия.
- 1995 год — разработка и создание металлического декора для соловецкого монастыря в Архангельской области. Россия.
- 1995 год — работы по воссозданию решётки церкви Святого Великомученика и Целителя Пантелеймона на ул. Пестеля, д.2А. Санкт-Петербург, Россия.
- 1997 год — разработка и создание металлического убранства православного храма в городе Кириши, Россия.
- 2001 — совместно с Д. Каминкером и О. Жогиным памятный знак «Ликвидаторам чернобыльской катастрофы». Санкт-Петербург, Россия.
- 2002 год — реставрация креста церкви Святого Великомученика и Целителя Пантелеймона на ул. Пестеля, д.2А. Санкт-Петербург, Россия.
- 2002—2003 годы — разработка и выполнение мемориальных надгробий на аллее памяти жертвам ВОВ на Пискарёвском мемориальном кладбище. Санкт-Петербург, Россия.
- 2003 год — оформление православного храма в Манчестере, Великобритания.
- 2004 год — работы по воссозданию металлического убранства часовни Богоявления Господня Спас-на-водах и водонапорной башни в Кронштадте. Для водонапорной башни создал девятнадцать уникальных якорей. Кронштадт. Россия.
- 2004—2007 годы — принимал участие в реставрации храма Пресвятой Троицы в селе Никандрово, Любытинского района, Новгородской области. Россия.
- 2007 год — участие в тендере на реставрацию квадриги Большого театра. Анализ состояния каркасов из демидовского железа на чугунных основаниях внутри дифованных скульптур по модели П. К. Клодта на фронтоне Большого театра. Москва, Россия.
- 2006 год — по собственному эскизу создал металлическую часть монументальной памятной композиции, посвященной погибшим сотрудникам НКВД КГБ, ФСБ, Санкт-Петербург, Россия.
- 2009 год — мемориальный памятник В. М. Путимцеву. Санкт-Петербург, Россия.
- 2009 год — консультант по реставрации и историческим технологиям металлических оград Летнего сада. Санкт-Петербург, Россия.
- 2011—2012 годы — разработка и реставрация металлической части фонарей на фасаде физико-математического лицея № 239, ул. Кирочная, д. 8, лит. А. Санкт-Петербург, Россия.
- 2012—2013 годы — реставрация лестницы в Санкт-Петербургском государственном академическом институте живописи, скульптуры и архитектуры имени И. Е. Репина. Санкт-Петербург, Россия.

## Участие в творческих организациях
- Член Союза художников России
- Член Союза кузнецов России
- Член Академии кузнечного искусства
- Член Международной Художественной Ассоциации Художников 21 века (21C ICAA)
- Член творческого объединения «Деревня Художников»
- Член Британской Ассоциации художников по металлу (BABA).

## Признание и награды
- 1993 год — награда за высокое мастерство и профессионализм на Международном фестивале кузнецов HEFAISTON под руководством Альфреда Хабермана в замке Гельфштын, Чехия.
- 2002 год — диплом Международного кузнечного фестиваля в Академии дизайна в Осло. Норвегия.
- 2003 год — диплом Международной выставки художественного металла в Сеуле. Южная Корея.
- 2005 год — награда в номинации «Творческий стиль» Международного фестиваля кузнецов в замке Гельфштын. Чехия.
- 2006 год — награда в номинации «Лучшая скульптурная композиция» на юбилейном 25-м Международном кузнечном фестивале в замке Гельфштын. Чехия.
- 2007 год — представитель России на Международном конкурсе Британской Ассоциации художников по металлу. Приз за лучшее техническое исполнение. Великобритания.
- 2007 год — диплом международного фестиваля искусств «Мир в Сеуле». Международная ассоциация художников 21 века. Южная Корея.
- 2011 год — диплом Международного фестиваля современного искусства города Чженджоу. Китай.
- 2011 год — золотая медаль Иркутского кузнечного фестиваля. Россия.
- 2012 год — первый приз Иркутского кузнечного фестиваля. Россия.
- 2012 год — диплом Российской Академии Художеств. Москва, Россия.
- 2013 год — почетный член Международной организации по сохранению художественного металла в странах Европы.
- 2014 год — диплом Международного фестиваля искусств «Гармония». Международная ассоциация художников 21 века. Южная Корея.
- 2014 год — награда «Мастер» от комитета по культуре Российской Федерации, Академии Художеств и Администрации Санкт-Петербурга под эгидой ЮНЕСКО в рамках 22-го Международного фестиваля искусств «МАСТЕР-КЛАСС» за вклад в мировую культуру в области кузнечного искусства.
- Май 2015 год — член международной комиссии кузнечного фестиваля «Свято КовалIв». Ивано-Франковск, Украина.
- 2017 год — диплом международного художественного фестиваля «Мир и Любовь». Сеул, Южная Корея.

Работы Игоря Андрюхина находятся: в музее Санкт-Петербургской художественно-промышленной академии им. барона А. Л. Штиглица; в Осло. Норвегия; в Художественном музее Ченджоу, провинции Хайнань, Китай; в коллекции британской королевской семьи, Лондон, Великобритания; а также в других российских и зарубежных (Италия, США) частных собраниях.

## Избранные выставки и фестивали
- 1985 год — участие в выставке студентов художников по металлу на ВДНХ. Москва, Россия.
- 1989 год — участие в Российском международном фестивале кузнечного искусства в городе Тула, Россия
- 1989 год, 1990 год — участие в Российском международном фестивале кузнечного искусства в городе Балашиха, Россия.
- 1993 год — участие в выставке мастеров искусств, окончивших Ленинградское высшее художественно-промышленное училище имени В. И. Мухиной «Бумеранг». Санкт-Петербург, Россия.
- 1994 год — участие в отчётной выставке Союза художников России. Санкт-Петербург, Россия.
- 1994 год — участие в выставке «Подсвечники» в Калининградскиом музее изобразительных искусств, Россия.
- 1995 год — участие в выставке художественного металла и проведение профессиональных мастер-классов в городе Варезе, Италия. Разработка и создание кованной скульптуры «Астра» для городского ботанического сада.
- 1998—2000 годы — участие в «Проекте Тысячелетия». Фэрем, Великобритания.
- 1999 год — участие в Международном фестивале художественного металла в городе Йокшир. Создание кованных скульптурных элементов для памятника «Цветок дружбы». Великобритания.
- 2003 год — участие в юбилейной выставке, посвящённой 300-летию Санкт-Петербурга в Центральном выставочном зале Манеж. Санкт-Петербург, Россия.
- 2005 год — участие в Международном кузнечном фестивале на Соловках, Россия. Автор центральной части скульптурной композиции «Верста».
- Декабрь 2005 года — совместная выставка «Он и она» с художником по текстилю Е. Ткаченко в Елагиноостровском Дворце-музее русского декоративно-прикладного искусства. Санкт-Петербург, Россия.
- 2007 год — участие в специализированной отчётной выставке Союза художников России. Санкт-Петербург, Россия.
- 2008 год — участие во второй биеннале Балтийских стран. Санкт-Петербург, Россия.
- 2008 год — персональная выставка «Осень стального жука» в DO-галерее. Санкт-Петербург, Россия.
- 2009 год — персональная выставка «Райский сад» в исторических интерьерах Шереметевского дворца. Санкт-Петербург, Россия.
- 2009 год — участие в выставке творческой группы «703» в Большом зале Союза художников России, Санкт-Петербург, Россия.
- 2010 год — участие в торжественной юбилейной выставке членов «Деревни художников» «Лето на траве» (творческий проект членов «Деревни художников» и Правительства Санкт-Петербурга) в Центральном выставочном зале Манеж. Санкт-Петербург, Россия.
- 2010 год — персональная выставка «Узел» в Санкт-Петербургской художественно-промышленной академии им. А. Л. Штиглица, серия «Насекомые». Санкт-Петербург, Россия.
- 2010 год — «Художественный металл. XXI век» в выставочном зале «Каретный-2» Конюшенного корпуса Елагиноостровского Дворца-музея русского декоративно-прикладного искусства. Санкт-Петербург, Россия.
- 2013 год — приглашённый специалист на первое Международное биеннале художников по металлу. Франция.
- Май-август 2016 года — выставка FLORAART в Большом Полуциркульном зале Конюшенного корпуса Елагиноостровского дворца-музея. Санкт-Петербург, Россия.
- 2016 год — участие в Международном кузнечном фестивале в городе Ипр, Бельгия.
- 2017 год — персональная выставка «Морепродукты» в DO-галерее. Санкт-Петербург, Россия.
- Сентябрь 2017 года — участие в выставке «Background» в рамках XVIII Российско-Финляндского культурного форума «Сто образов культуры» с работой «Краб». Санкт-Петербург, Россия.
- 2018 год — участие выставке «Мыслить в материале: текстиль, керамика, фарфор, стекло металл (традиции ленинградской-петербургской школы)» в Культурно-выставочном центре Русского музея (отделе Государственного областного автономного учреждения культуры «Мурманский областной художественный музей»). Мурманск, Россия.